# Bílá Voda (vattendrag i Tjeckien, Södra Mähren, lat 49,20, long 16,37)
Bílá Voda är ett vattendrag i Tjeckien.   Det ligger i regionen Södra Mähren, i den sydöstra delen av landet, 170 km sydost om huvudstaden Prag.